# Mistrzostwa Polski Seniorów w Lekkoatletyce 1926
7. Mistrzostwa Polski Seniorów w Lekkoatletyce – zawody, które rozgrywane były w Warszawie w Parku Sobieskiego (obecnie Park Agrykola) w dniach 13-15 sierpnia 1926 roku. Piąte mistrzostwa kobiet odbyły się w tym samym miejscu w dniach 7-8 sierpnia.

## Rezultaty
| NR – rekord Polski \| NL – najlepszy wynik w Polsce w sezonie \| SB – najlepszy wynik w sezonie \| PB – rekord życiowy |

### Mężczyźni
| Konkurencja:               | 1. miejsce                                                                                    | Rezultat | 2. miejsce                                                                                | Rezultat | 3. miejsce                              | Rezultat |
| Bieg na 100 m              | Władysław Dobrowolski AZS Warszawa                                                            | 11,0     | Stanisław Rothert Polonia Warszawa                                                        | o 1 m    | Maksymilian Gumplowicz Jutrzenka Kraków | o pierś  |
| Bieg na 200 m              | Władysław Dobrowolski AZS Warszawa                                                            | 23,0     | Stanisław Rothert Polonia Warszawa                                                        | 23,0     | Maksymilian Gumplowicz Jutrzenka Kraków | 23,6     |
| Bieg na 400 m              | Stanisław Rothert Polonia Warszawa                                                            | 51,6     | Stefan Kostrzewski AZS Warszawa                                                           |          | Amand Rojek Roździeń Szopienice         | 55,0     |
| Bieg na 800 m              | Stefan Kostrzewski AZS Warszawa                                                               | 2:03,4   | Feliks Malanowski AZS Warszawa                                                            | o 6 m    | Józef de Virion AZS Warszawa            | o 8 m    |
| Bieg na 1500 m             | Czesław Foryś Warszawianka                                                                    | 4:11,4   | Józef Jaworski AZS Warszawa                                                               | o 1,5 m  | Józef de Virion AZS Warszawa            | 4:13,0   |
| Bieg na 5000 m             | Roman Sawaryn Pogoń Lwów                                                                      | 16:04,0  | Alfred Freyer Polonia Warszawa                                                            | 16:08,0  | Józef Jaworski AZS Warszawa             | 16:09,8  |
| Bieg na 10 000 m           | Roman Sawaryn Pogoń Lwów                                                                      | 35:11,6  | Alfred Freyer Polonia Warszawa                                                            |          | Stanisław Rossa Polonia Warszawa        |          |
| Bieg na 110 m przez płotki | Stefan Kostrzewski AZS Warszawa                                                               | 16,7     | Wojciech Trojanowski AZS Warszawa                                                         | 16,7     | Piotr DobrakowskiPolonia Warszawa       |          |
| Bieg na 400 m przez płotki | Stefan Kostrzewski AZS Warszawa                                                               | 56,8     | Józef Korolkiewicz Polonia Warszawa                                                       | o 4 m    | Czesław Mejro Polonia Warszawa          | o 15 m   |
| Sztafeta 4 × 100 m         | AZS Warszawa Zbigniew Jaworski Stefan Kostrzewski Stanisław Fiedorowicz Władysław Dobrowolski | 45,6     | Polonia Warszawa Józef Korolkiewicz Antoni Cejzik Zbigniew Korolkiewicz Stanisław Rothert |          | AZS II Warszawa                         |          |
| Sztafeta 4 × 400 m         | AZS Warszawa Józef de Virion Feliks Malanowski Józef Jaworski Stefan Kostrzewski              | 3:31,6   | Polonia Warszawa Stanisław Rothert Józef Korolkiewicz Antoni Cejzik Czesław Mejro         | 3:32,0   | AZS II Warszawa                         | 3:35,2   |
| Skok wzwyż                 | Wojciech Trojanowski AZS Warszawa                                                             | 1,65     | Czesław Mejro Polonia Warszawa                                                            | 1,65d    | Stefan Majtkowski Sokół Bydgoszcz       | 1,65d    |
| Skok o tyczce              | Antoni Rzepka AZS Warszawa                                                                    | 3,52     | Stefan Adamczak AZS Poznań                                                                | 3,35     | Stefan Majtkowski Sokół Bydgoszcz       | 3,20     |
| Skok w dal                 | Stefan Sikorski Polonia Warszawa                                                              | 6,53     | Stefan Nowosielski Cracovia                                                               | 6,38     | Antoni Cejzik Polonia Warszawa          | 6,175    |
| Trójskok                   | Stefan Sikorski Polonia Warszawa                                                              | 13,25    | Antoni Cejzik Polonia Warszawa                                                            | 13,04    | Stefan Nowosielski Cracovia             | 12,69    |
| Pchnięcie kulą             | Józef Baran Pogoń Lwów                                                                        | 12,10    | Leon Urbaniak Warta Poznań                                                                | 11,82    | Antoni Cejzik Polonia Warszawa          | 11,70    |
| Rzut dyskiem               | Józef Baran Pogoń Lwów                                                                        | 39,97    | Antoni Cejzik Polonia Warszawa                                                            | 38,90    | Sławosz Szydłowski AZS Warszawa         | 37,98    |
| Rzut młotem                | Antoni Cejzik Polonia Warszawa                                                                | 33,88 NR | Józef Baran Pogoń Lwów                                                                    | 30,80    | Leon Urbaniak Warta Poznań              | 26,40    |
| Rzut oszczepem             | Julian Gruner AZS Warszawa                                                                    | 52,80    | Sławosz Szydłowski AZS Warszawa                                                           | 50,63    | Leon Urbaniak Warta Poznań              | 48,20    |

### Kobiety
| Konkurencja:      | 1. miejsce                                                                           | Rezultat | 2. miejsce                                                                                     | Rezultat | 3. miejsce                               | Rezultat |
| Bieg na 60 m      | Helena Woynarowska AZS Warszawa                                                      | 8,6      | Janina Grabicka AZS Warszawa                                                                   | o 2 m    | Barbara Złotnicka Sokół-Grażyna Warszawa |          |
| Bieg na 100 m     | Helena Woynarowska AZS Warszawa                                                      | 13,6     | Janina Grabicka AZS Warszawa                                                                   | 13,6     | Wiera Czajkowska Sokół-Grażyna Warszawa  | (13,9)   |
| Bieg na 250 m     | Wiera Czajkowska Sokół-Grażyna Warszawa                                              | 37,0     | Irena Nowacka ŁKS Łódź                                                                         | 37,8     | Helena Woynarowska AZS Warszawa          | 38,0     |
| Bieg na 1000 m    | Leokadia Wieczorkiewicz AZS Warszawa                                                 | 3:37,8   | Zofia Pichell Warszawianka                                                                     | o 20 m   | [ b ]                                    |          |
| Sztafeta 4 × 75 m | Sokół-Grażyna Warszawa Janina Grabicka Rolka Raff Barbara Złotnicka Wiera Czajkowska | 41,0     | AZS Warszawa Stefania Chrupczałowska Maria Miłobędzka Helena Aleksandrowicz Helena Woynarowska | (42,0)   | Sokół-Grażyna II Warszawa                |          |
| Skok wzwyż        | Antonina Taborowicz Sokół-Grażyna Warszawa                                           | 1,38d NR | Halina Konopacka AZS Warszawa                                                                  | 1,38d    | Wiera Czajkowska Sokół-Grażyna Warszawa  | 1,34d    |
| Skok w dal        | Hanna Jabłczyńska AZS Warszawa                                                       | 4,62     | Marta Lubecka Sokół-Grażyna Warszawa                                                           | 4,62     | Wacława Sadkowska Sokół-Grażyna Warszawa | 4,58     |
| Pchnięcie kulą    | Halina Konopacka AZS Warszawa                                                        | 8,16     | Janina Grabicka Sokół-Grażyna Warszawa                                                         | 7,66     | Zofia Chenclewska Sokół-Grażyna Warszawa | 7,28     |
| Rzut dyskiem      | Halina Konopacka AZS Warszawa                                                        | 34,90 NR | Wanda Mierkis Sokół-Grażyna Warszawa                                                           | 28,61    | Maria Miłobędzka AZS Warszawa            | 28,155   |
| Rzut oszczepem    | Halina Konopacka AZS Warszawa                                                        | 27,44    | Genowefa Kobielska ŁKS Łódź                                                                    | 24,05    | Maria Malinowska Cracovia                | 23,22    |

## Dziesięciobój
Mistrzostwa w dziesięcioboju mężczyzn odbyły się 11 i 12 września we Lwowie.
| Konkurencja:  | 1. miejsce                     | Rezultat       | 2. miejsce                         | Rezultat      | 3. miejsce                 | Rezultat       |
| Dziesięciobój | Antoni Cejzik Polonia Warszawa | 6159,885w pkt. | Władysław Dobrowolski AZS Warszawa | 5903,72w pkt. | Leon Urbaniak Warta Poznań | 5308,765w pkt. |

## Pięciobój
Mistrzostwa w pięcioboju mężczyzn odbyły się 26 września w Poznaniu, a pierwsze mistrzostwa kobiet w tej konkurencji tego samego dnia w Łodzi. Wyniki mistrzostw kobiet zostały jednak unieważnione z powodów regulaminowych.

### Mężczyźni
| Konkurencja: | 1. miejsce                     | Rezultat      | 2. miejsce                         | Rezultat       | 3. miejsce                 | Rezultat       |
| Pięciobój    | Antoni Cejzik Polonia Warszawa | 3305,99w pkt. | Władysław Dobrowolski AZS Warszawa | 3249,705w pkt. | Leon Urbaniak Warta Poznań | 2973,965w pkt. |

### Kobiety
| Konkurencja: | 1. miejsce                    | Rezultat | 2. miejsce                      | Rezultat | 3. miejsce                              | Rezultat |
| Pięciobój    | Halina Konopacka AZS Warszawa | 17 pkt.  | Helena Woynarowska AZS Warszawa | 19 pkt.  | Wiera Czajkowska Sokół-Grażyna Warszawa | 20 pkt.  |

## Maraton
Mistrzostwa Polski w biegu maratońskim mężczyzn zostały rozegrane 26 września w Królewskiej Hucie.
| Konkurencja: | 1. miejsce                     | Rezultat     | 2. miejsce                        | Rezultat  | 3. miejsce                    | Rezultat  |
| Maraton      | Alfred Freyer Polonia Warszawa | 2:56:45,0 NR | Józef Wawrzyn KS 22 Mała Dąbrówka | 3:01:22,4 | Henryk Kołodziej KKS Katowice | 3:04:10,4 |

## Bieg przełajowy
4. mistrzostwa w biegu przełajowym mężczyzn zostały rozegrane 31 października w Warszawie. Trasa wyniosła 10 kilometrów.
| Konkurencja:            | 1. miejsce                     | Rezultat | 2. miejsce               | Rezultat | 3. miejsce                          | Rezultat |
| Bieg przełajowy (10 km) | Alfred Freyer Polonia Warszawa | 35:25    | Roman Sawaryn Pogoń Lwów | 36:20    | Julian Łukaszewicz Polonia Warszawa | o 60 m   |